# Hypocala
Hypocala là một chi bướm đêm thuộc họ Erebidae.

## Các loài
- Hypocala affinis Rothschild, 1915
- Hypocala andremona Cramer, 1784
- Hypocala deflorata Fabricius, 1792
- Hypocala guttiventris Walker, [1858]
- Hypocala toana Swinhoe, 1915
- Hypocala velans Walker, 1857
- Hypocala violacea Butler, 1879